# ربض بيرسي
ربض بيرسي (الاسم العلمي:Huernia piersii) هو نوع من النباتات يتبع جنس الربض من الفصيلة الدفلية.